# Krisztus király szobor (Vũng Tàu)
A Krisztus király szobor (Tượng Chúa Kitô Vua) Jézust ábrázoló műalkotás a Nho hegyen Vũng Tàu városában, Vietnámban. A szobor építése 1974-ben kezdődött, és 1993-ban fejeződött be.
A 32 méter magas szobor egy 4 méteres talapzaton áll, Jézus kitárt karjai pedig 18,3 méterre nyúlnak. A szobron belül 133 lépcsőfok található.